# Finnøya (Møre og Romsdal)
Finnøya to wyspa w gminie Ålesund w okręgu Møre og Romsdal w Norwegii. Znajduje się 1.5 kilometra od wyspy Harøya. Wyspa jest połączona groblą komunikacyjną do sąsiadującej wyspy Harøya i ma połączenia promowe do Sandøya i Orta.